# Jenny Steiner

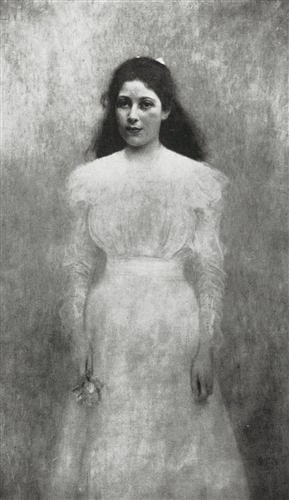
Gustav Klimt, Bildnis Trude Steiner

Jenny Steiner (* 11. Juli 1863 in Budapest, Österreich-Ungarn, als Eugenie Pulitzer; † 2. März 1958 in New York) war eine österreichisch-ungarische Kunstsammlerin, Kunstmäzenin und Fabrikbesitzerin. Bekannt wurde sie als im Nationalsozialismus enteignete Eigentümerin bedeutender Kunstwerke vor allem in Zusammenhang mit der Restitutionsdebatte Ende des 20. / Anfang des 21. Jahrhunderts.

## Leben

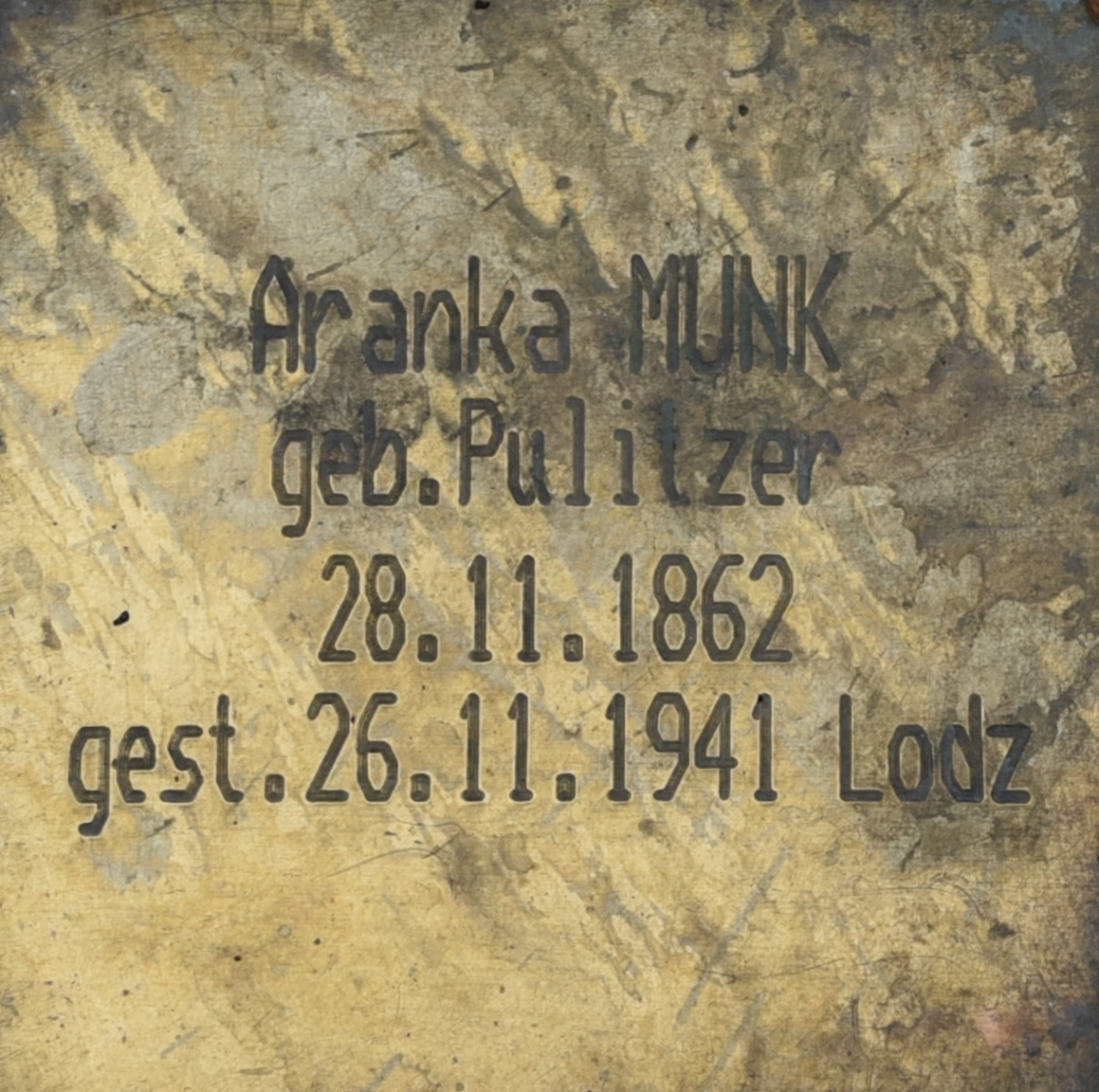
Aranka Munk

Jenny Steiner wurde in Budapest als Tochter des Siegmund Pulitzer und seiner Frau Charlotte, geb. Politzer, in eine sehr vermögende jüdische Fabrikbesitzerfamilie hineingeboren. Ihre Schwester war die Klimt-Förderin und -Vertraute Serena (Sidonie), verheiratete Lederer; ihr Großonkel Joseph Pulitzer, der amerikanische Verleger und Stifter des Pulitzer-Preises. Ihre Schwester Aranka, verheiratete Munk, wurde mit ihrer Tochter Lola im Zuge der Shoah im Ghetto Litzmannstadt ermordet.
Jenny Steiner heiratete den Wiener Fabrikanten Wilhelm Steiner, Mitinhaber der Seidenmanufaktur Gebrüder Steiner. Nach dem Tod ihres Ehemanns 1922 führte sie das Unternehmen mit Unterstützung ihres Neffen Albert Steiner allein weiter. Sie hielt 35 %, der Neffe 30 % und ihre drei Töchter je 11 1/3 % Anteile am Unternehmen.
Jenny Steiner hatte mit Wilhelm Steiner fünf Kinder, vier Töchter und einen Sohn. Die älteste Tochter Gertrude (Trude, * 1887), starb 1900 an Hirnhautentzündung. Gustav Klimt malte 1900 posthum ein Bild von ihr, Bildnis Trude Steiner, das als NS-verfolgungsbedingt entzogenes Kulturgut bis heute verschwunden ist. Daisy wurde 1890 geboren; sie war seit 1912 mit Wilhelm Hellmann verheiratet, mit dem sie eine große Kunstsammlung mit mittelalterlicher Kunst, alten Meistern, zeitgenössischer Malerei und mehr hatte. Klara, geb. 1901, war zweimal verheiratet und lebte bis 1938 im Haushalt von Jenny Steiner in der Zedlitzgasse in Wien. Anna, Klaras Zwillingsschwester, war dreimal verheiratet. Aus der Ehe mit Paul Weiß hatte sie eine Tochter, Susanne. Auch sie lebte bis 1938 in Wien. Jennys Sohn Georg starb 1926 mit 31 Jahren.
Jenny Steiners Schwestern Serena und Aranka hatten große Sammlungen mit Werken von Gustav Klimt; so wurden Serena selbst, ihre Mutter Charlotte und ihre Tochter Elisabeth Bachofen-Echt von Klimt porträtiert. Alle drei Schwestern, besonders aber Serena, hatten enge Beziehungen zu Gustav Klimt; außerdem waren sie Förderinnen von Egon Schiele. Serenas Sohn Erich hatte Zeichenunterricht bei Schiele. Alle Schwestern besaßen Bilder von Klimt und Schiele.

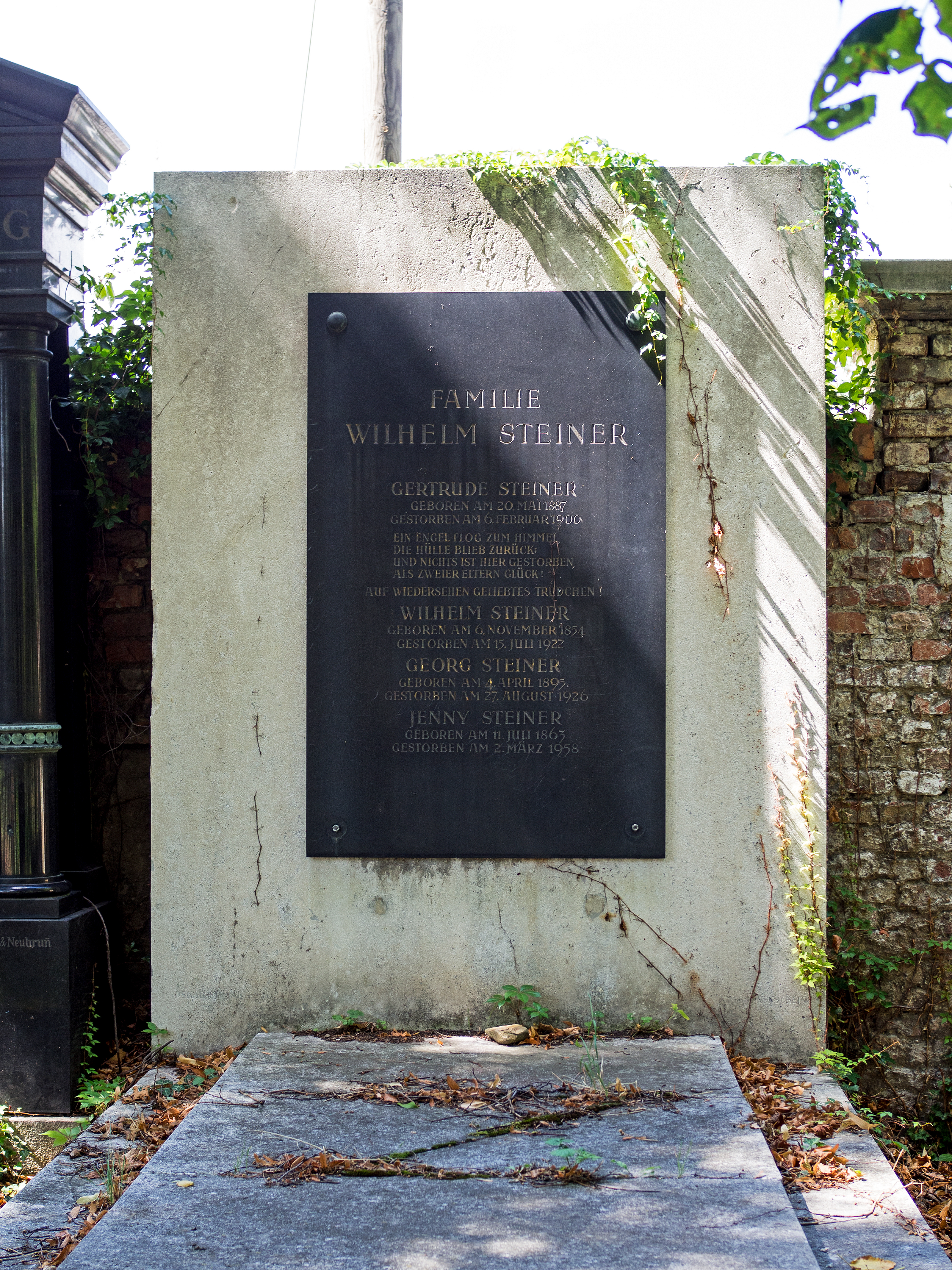
Grabstätte Jenny Steiner in der Alten Jüdischen Abteilung des Wiener Zentralfriedhofes

1938 flüchtete Jenny Steiner mit ihren Töchtern Daisy Hellmann und deren Ehemann und Anna Weinberg und einer Enkelin nach Paris, von da nach Portugal und dann nach Brasilien. Mit Hilfe eines Affidavits von Josef Pulitzer in den USA, der ein Cousin von Jennys Vater war, gelangten sie in die USA. Auch ihrer Tochter Klara gelang mit ihrem Mann die Flucht über Paris in die USA. Jenny Steiner starb 1958 in New York; ihr Grab befindet sich in der Alten Jüdischen Abteilung des Wiener Zentralfriedhofes (Tor 1, Gruppe 7, Reihe 30, Nr. 134).

## Würdigung
Nach ihr ist seit 2009 der Jenny-Steiner-Weg in Wien-Neubau benannt.

## Restitution
In Wien wurden derweil ihre Vermögenswerte aufgelistet und katalogisiert. Neben Teppichen und Wandreliefs sind 13 Bilder und fünf Zeichnungen aufgeführt, u. a. Bilder von Egon Schiele und Gustav Klimt. Die Möbel und Bilder wurden als Reichsfluchtsteuerschuld beschlagnahmt und sichergestellt.

Egon Schiele, Häuser am Meer

Jenny Steiner starb 1958 in New York. Ihre Kunstsammlung war ab 1940 über das Wiener Dorotheum versteigert und verkauft worden. Die Restitution gestaltete sich nach 1945 nicht immer einfach. Grundsätzlich wurden aufgrund eines Rückstellungsgesetzes beschlagnahmte Objekte an die Eigentümer oder deren Erben restituiert, jedoch erst, wenn sie einen Anspruch anmeldeten. Objekte von geschichtlicher, künstlerischer oder kultureller Bedeutung unterlagen jedoch oft weiterhin den Bestimmungen des Ausfuhrverbots. Um für solche Objekte eine Ausfuhrgenehmigung zu erhalten, mussten oft andere dem österreichischen Staat als Widmungen überlassen werden. Erst mit dem Kunstrückgabegesetz von 1998 und seiner Novelle von 2009 konnten einige dieser Werke endgültig ihren rechtmäßigen Eigentümern zurückgegeben werden. Die Restitution erfolgte zögerlich und zahlreiche Werke sind weiterhin verschollen, so auch das Werk Bildnis Trude Steiner von Gustav Klimt. Der Verbleib ist seit 1941 ungeklärt. Das Gemälde von Egon Schiele Häuser am Meer wurde 2012 nach langen Streitereien im Rahmen einer gütlichen Einigung restituiert. Von anderen Werken ist der Verbleib bisher ungeklärt.